# Шкалце
Шкалце (словен. Škalce) је насељено место у општини Словенске Коњице, Савињска регија, Словенија.

## Историја
До територијалне реорганизације у Словенији било је у саставу старе општине Словенске Коњице.

## Становништво
У попису становништва из 2011. године, Шкалце је имало 414 становника.
| Број становника према пописима | Број становника према пописима | Број становника према пописима |
| ------------------------------ | ------------------------------ | ------------------------------ |
| 1991                           | 2002                           | 2011                           |
| 420                            | 405                            | 414                            |

Напомена: Године 2014. извршена је мања размена територије између насеља Безина и Шкалце.